# Rue Armand-Moisant
La rue Armand-Moisant est une voie du 15e arrondissement de Paris, en France.

## Situation et accès
La rue Armand-Moisant est une voie publique située dans le 15e arrondissement de Paris. Elle débute au 25, rue Falguière et se termine au 20, boulevard de Vaugirard. Elle tire son nom d'Armand Moisant (1838-1906).

## Origine du nom
Cette voie est nommée d'après monsieur Armand Moisant, le propriétaire du terrain.

## Historique
La rue est créée et prend sa dénomination actuelle en 1906. 

## Bâtiments remarquables et lieux de mémoire
- On y trouve le siège de GeneaNet.
- No 3 : les écoles ESCP Business School et Sup de Vente.
- No 12 : Mutuelle générale.

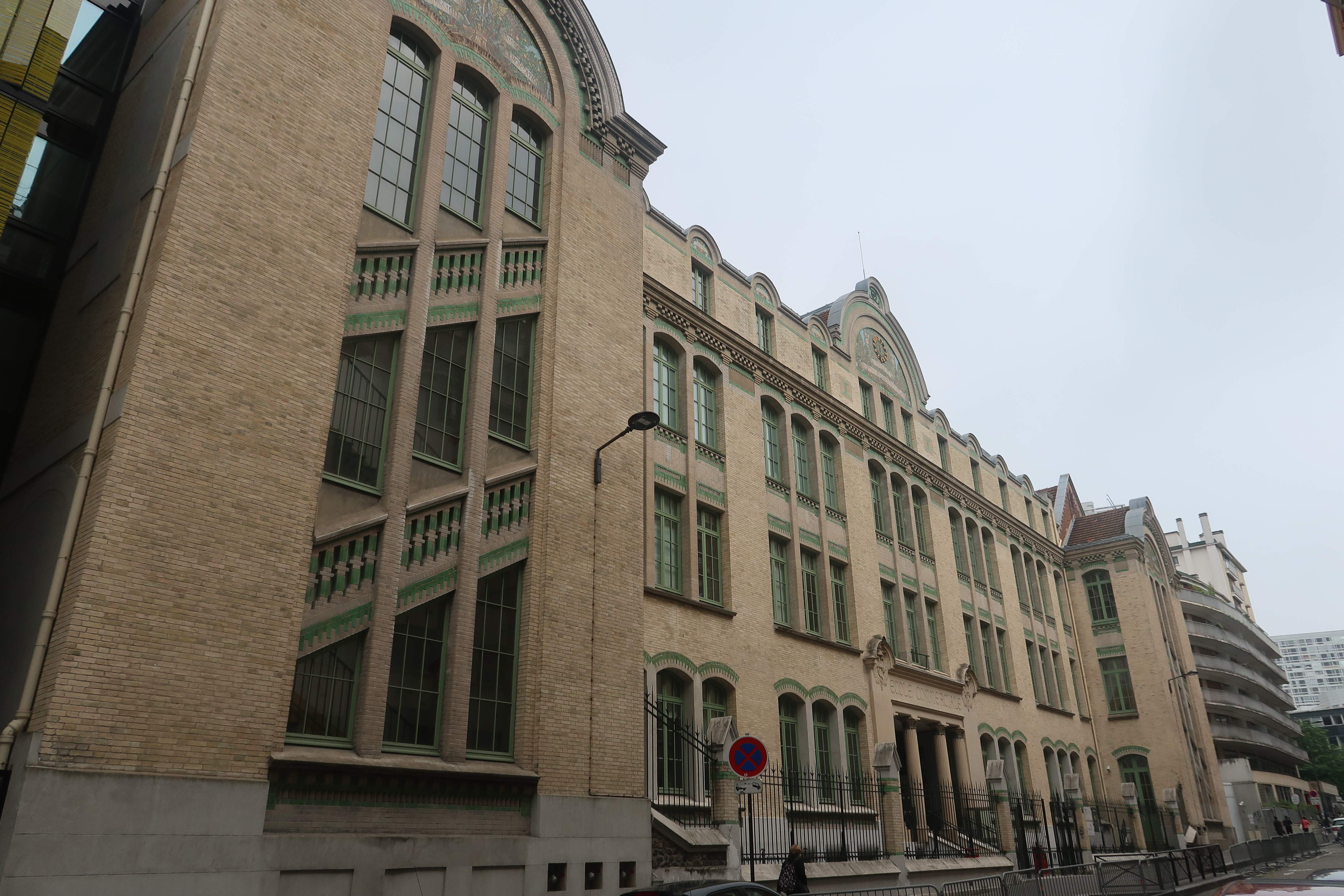
No 3.
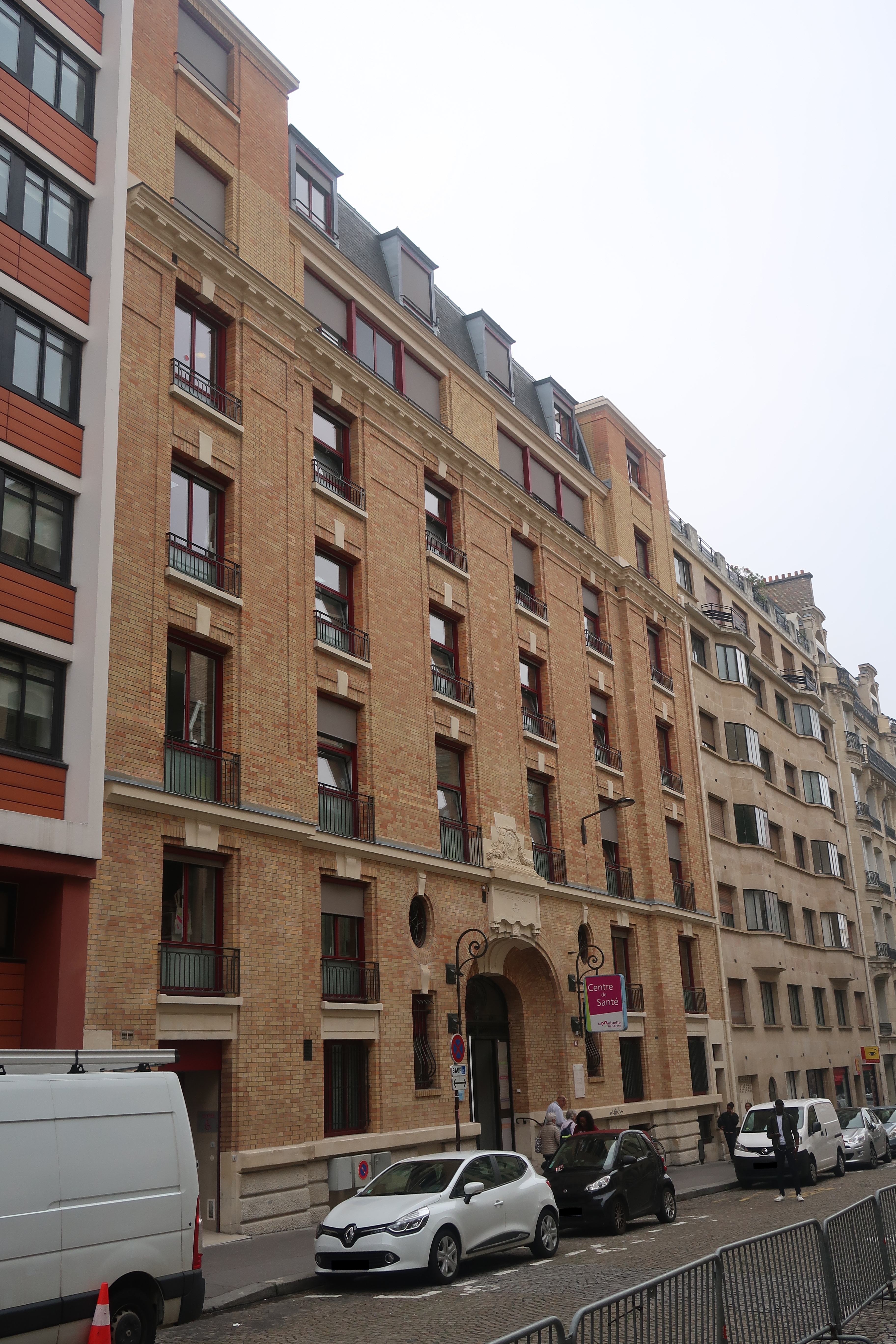
No 12.